# Gare de Chigasaki
La gare de Chigasaki (茅ヶ崎駅, Chigasaki-eki) est une gare ferroviaire située dans la ville de Chigasaki, dans la préfecture de Kanagawa au Japon. La gare est exploitée par la compagnie JR East.

## Situation ferroviaire
La gare de Chigasaki est située au point kilométrique (PK) 58,6 de la ligne principale Tōkaidō. Elle marque le début de la ligne Sagami.

## Historique
- 15 juin 1898 : Ouverture de la gare.
- 28 septembre 1928 : Raccordement à la ligne Sagami.
- 18 novembre 2001 : Mise en service de carte à puce Suica.

## Services aux voyageurs

### Accès et accueil
La gare dispose d'un bâtiment voyageurs, avec guichet, ouvert tous les jours.

### Desserte
- Ligne Sagami :

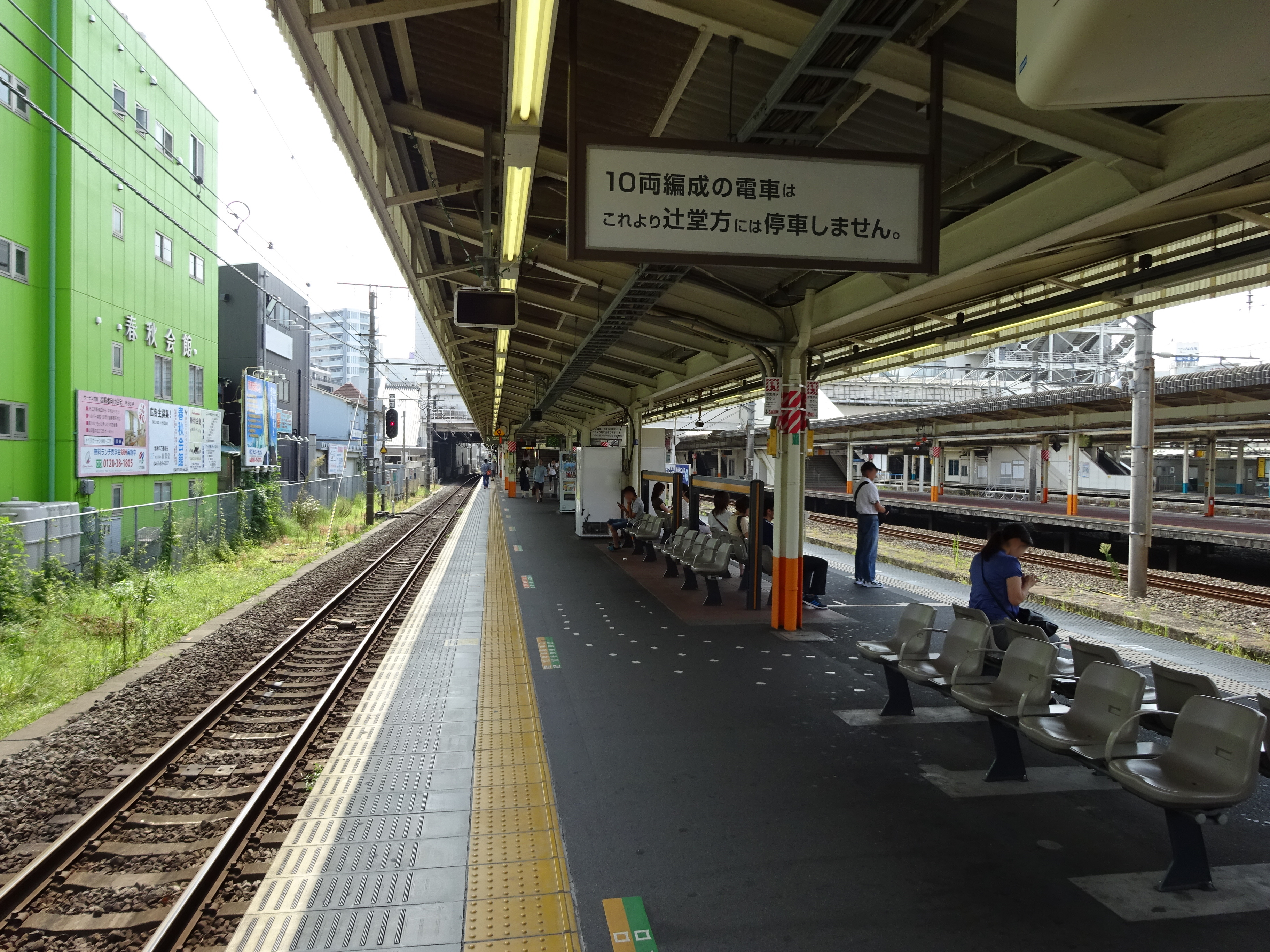
Vue des quais

  - voies 1 et 2 : direction Hashimoto (interconnexion avec la ligne Yokohama pour Hachiōji)
- Ligne principale Tōkaidō :
  - voie 3 : direction Shinagawa, Tokyo ou Shinjuku (services Shōnan Liner)
  - voie 4 : direction Odawara (services Shōnan Liner)
  - voie 5 : direction Yokohama et Tokyo
  - voie 6 : direction Odawara
- Ligne Shōnan-Shinjuku :
  - voie 5 : direction Yokohama, Shinjuku et Ōmiya